# Art Paris
Die Art Paris ist eine internationale Messe für moderne und zeitgenössische Kunst, die jährlich in Paris stattfindet. Sie gilt als eine der bedeutendsten Kunstmessen Frankreichs und richtet sich an Galerien, Künstler, Sammler und Kunstliebhaber aus aller Welt.

## Geschichte
Die Art Paris wurde 1999 gegründet und hat sich seitdem zu einer festen Größe in der internationalen Kunstszene entwickelt. Ziel der Messe ist es, insbesondere französische Galerien mit internationalen Ausstellern zu vernetzen und zeitgenössische Kunst einem breiten Publikum zugänglich zu machen.

### Art Paris 2025
Die 27. Ausgabe der Art Paris fand vom 3. bis 6. April 2025 im Grand Palais in Paris statt. Es war die erste Ausgabe nach der vierjährigen Renovierung des Grand Palais.
Insgesamt präsentierten sich 170 Galerien aus 25 Ländern, was im Vergleich zum Vorjahr einen Anstieg von 34 Ausstellern bedeutete. Sechzig Prozent der Galerien stammen aus Frankreich. Die Mehrzahl der internationalen Galerien kam aus Belgien, der Schweiz und Italien.

#### Themenschwerpunkte
- Immortal – A Focus on Figurative Painting in France – kuratiert von Amélie Adamo und Numa Hambursin, beleuchtete die Entwicklung der figurativen Malerei in Frankreich.
- Out of Bounds – kuratiert von Simon Lamunière, thematisierte die Hybridisierung von künstlerischen Praktiken und kultureller Identität.
- Promises-Sektor – ein Bereich für junge Galerien mit weniger als zehn Jahren Bestehen, der aufstrebende Künstler in den Fokus rückte.